# Pont-de-Buis-lès-Quimerch
Pont-de-Buis-lès-Quimerch (bret. Pont-ar-Veuzenn-Kimerc'h) – miejscowość i gmina we Francji, w regionie Bretania, w departamencie Finistère.
Według danych na rok 1990 gminę zamieszkiwały 3373 osoby, a gęstość zaludnienia wynosiła 81 osób/km² (wśród 1269 gmin Bretanii Pont-de-Buis-lès-Quimerch plasuje się na 148. miejscu pod względem liczby ludności, natomiast pod względem powierzchni na miejscu 127.).